# مايك دونهام
مايك دونهام (بالإنجليزية: Mike Dunham)‏ هو لاعب هوكي الجليد أمريكي، ولد في 1 يونيو 1972 في جانسون سيتي في الولايات المتحدة.

## وصلات خارجية
- مايك دونهام على موقع دوري الهوكي الوطني (الإنجليزية)
- مايك دونهام على موقع EliteProspects.com (الإنجليزية)
- مايك دونهام على موقع HockeyDB.com (الإنجليزية)
- مايك دونهام على موقع Hockey-Reference.com (الإنجليزية)
- مايك دونهام على موقع أوليمبيديا (الإنجليزية)